# Купшени (Марамуреш)
Купшени (рум. Cupşeni) насеље је у Румунији у округу Марамуреш у општини Купшени. Oпштина се налази на надморској висини од 488 m.

## Становништво
Према подацима из 2002. године у насељу је живело 3778 становника, од којих су сви румунске националности.

### Хронологија
| Година       | 1992 | 1993 | 1994 | 1995 | 1996 | 1997 | 1998 | 1999 | 2000 | 2001 | 2002 | 2003 | 2004 | 2005 | 2006 | 2007 | 2008 | 2009 | 2010 | 2011 | 2012 | 2013 | 2014 | 2015 | 2016 | 2017 |
| ------------ | ---- | ---- | ---- | ---- | ---- | ---- | ---- | ---- | ---- | ---- | ---- | ---- | ---- | ---- | ---- | ---- | ---- | ---- | ---- | ---- | ---- | ---- | ---- | ---- | ---- | ---- |
| Становништво | 4518 | 4450 | 4406 | 4360 | 4287 | 4224 | 4174 | 4123 | 4096 | 4067 | 4025 | 3984 | 3943 | 3890 | 3825 | 3792 | 3765 | 3727 | 3686 | 3639 | 3586 | 3554 | 3531 | 3502 | 3450 | 3391 |